# Michal Riszdorfer
Michal Riszdorfer (* 26. Mai 1977 in Bratislava) ist ein ehemaliger slowakischer Kanute, der bei Olympischen Spielen einmal Silber und einmal Bronze gewann und achtmal Weltmeister war.

## Karriere
Der 1,76 m große Michal Riszdorfer erkämpfte 1995 bei den Juniorenweltmeisterschaften zwei Goldmedaillen im Vierer-Kajak. 1998 trat er mit Juraj Bača im Zweier-Kajak an. Bei den Weltmeisterschaften 1998 in Szeged siegten die beiden über 500 Meter. Im Jahr darauf gewannen die beiden bei den Europameisterschaften in Zagreb über 1000 Meter und belegten den dritten Platz über 500 Meter. Bei den Weltmeisterschaften in Mailand siegten Riszdorfer und Bača über 1000 Meter. Bei den Olympischen Spielen in Sydney belegten die beiden den sechsten Platz über 1000 Meter und verpassten das Finale über 500 Meter.
Im Jahr darauf belegte der slowakische Vierer mit Michals jüngerem Bruder Richard Riszdorfer, Michal Riszdorfer, Erik Vlček und Juraj Bača den dritten Platz über 500 Meter bei den Weltmeisterschaften 2001 in Posen. 2002 in Sevilla und 2003 in Gainesville gewann der slowakische Vierer in der gleichen Besetzung wie 2001 sowohl den Titel über 500 Meter als auch über 1000 Meter. Bei Olympischen Spielen wird im Vierer-Kajak lediglich der Wettbewerb über 1000 Meter ausgetragen. 2004 in Athen siegte der ungarische Vierer die Goldmedaille vor dem deutschen Boot. Dahinter erhielten  Richard und Michal Riszdorfer, Erik Vlček und Juraj Bača die Bronzemedaille knapp vor dem bulgarischen Boot. 
Bei den Weltmeisterschaften 2005 in Zagreb gewann der slowakische Vierer mit den Riszdorfers, Erik Vlček und Róbert Erban über 1000 Meter Silber hinter dem deutschen Boot. Über 500 Meter traten Richard Riszdorfer und Erik Vlček im Zweier-Kajak an, der Vierer mit Michal Riszdorfer, Juraj Tarr, Róbert Erban und Andrej Wiebauer gewann die Silbermedaille hinter den Belarussen. 2006 wurden die Weltmeisterschaften in Szeged ausgetragen. Die Riszdorfers, Erban und Vlček belegten über 1000 Meter den fünften Platz, gewannen aber den Titel über 500 Meter. 2007 in Duisburg erkämpfte der slowakische Vierer mit den Riszdorfers, Vlček und Juraj Tarr die Bronzemedaille über 1000 Meter hinter den Deutschen und den Polen. Über 500 Meter siegten die Slowaken vor den Belarussen. Bei den Olympischen Spielen in Peking siegten über 1000 Meter die Weißrussen vor den Slowaken in der Besetzung von 2007 und den Deutschen.
2009 bei den Weltmeisterschaften in Dartmouth gewannen die Riszdorfers, Vlček und Tarr über 1000 Meter Bronze hinter Belarus und Frankreich sowie über 200 Meter Silber hinter Belarus. 2010 in Posen verpasste der slowakische Vierer die Finalteilnahme. 2011 in Szeged belegten die Riszdorfers, Vlček und Tarr noch einmal den vierten Platz über 1000 Meter. Bei den Olympischen Spielen 2012 waren Michal und Richard Riszdorfer nicht mehr dabei.
Michal Riszdorfer startete für den Verein ŠKP Bratislava. Er gehört der ungarischen Minderheit in der Slowakei an.